# Presentación oral
La presentación oral es asimismo un trabajo o ejercicio académico de carácter práctico realizado por un alumno o alumna en el ámbito universitario. Dicho ejercicio consiste en una representación basada en el modelo de comunicación de conocimiento de la mencionada lección realizada por un profesor en un aula académica. Se utiliza con frecuencia en las competiciones académicas.
- Datos: Q338149